# رون سميث (صحفي)
رون سميث (بالإنجليزية: Ron Smith)‏ هو صحفي أمريكي، ولد في 2 ديسمبر 1941 في تروي في الولايات المتحدة، وتوفي في 19 ديسمبر 2011 في شروزبري في الولايات المتحدة بسبب سرطان البنكرياس.